# Горунсько
Горунсько (пол. Goruńsko, нім. Grunzig) — село в Польщі, у гміні Бледзев Мендзижецького повіту Любуського воєводства.
Населення — 288 осіб (2011).
У 1975-1998 роках село належало до Гожовського воєводства.

## Демографія
Демографічна структура станом на 31 березня 2011 року:
|          | Загалом | Допрацездатний вік | Працездатний вік | Постпрацездатний вік |
| -------- | ------- | ------------------ | ---------------- | -------------------- |
| Чоловіки | 137     | 26                 | 100              | 11                   |
| Жінки    | 151     | 29                 | 90               | 32                   |
| Разом    | 288     | 55                 | 190              | 43                   |